# Fjodor Fjodorowitsch Kamenski

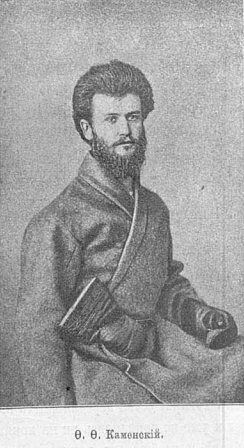
Fjodor Fjodorowitsch Kamenski (etwa 1870)

Fjodor Fjodorowitsch Kamenski (russisch Фёдор Фёдорович Каменский; * 21. Augustjul. / 2. September 1836greg. in St. Petersburg; † 26. August 1913 in Clearwater (Florida)) war ein russisch-US-amerikanischer Bildhauer.

## Leben
Kamenskis Vater Fjodor Alexandrowitsch Kamenski war Generalmajor, verwaltete das St. Petersburger Forstinstitut und starb früh.
Kamenski studierte 1852–1860 an der Kaiserlichen Akademie der Künste bei Nikolai Pimenow, Peter Clodt, Iwan Witali und Fidelio Bruni. Beim Abschluss des Studiums 1860 erhielt Kamenski für das Basrelief des Römischen Senats, der Cincinnatus bittet, in Rom zu bleiben, und das Basrelief des Regulus bei der Rückkehr aus Rom die große Goldmedaille.
Kamenski schuf 1862 die Büsten Taras Schewtschenkos und Fidelio Brunis. Der Kunstkritiker Wladimir Stassow schätzte die Arbeiten Kamenskis, weil Kamenski die Natur nicht idealisierte. 1863 wurde Kamenski von der Akademie als Stipendiat der Akademie zum weiteren Studium nach Italien geschickt. Er arbeitete hauptsächlich in Carrara und Florenz. Neben Skulpturen schuf er in Rom ein Glinka-Denkmal. Für die junge Witwe mit Sohn wurde Kamenski 1868 von der Akademie zum Akademiker ernannt, worauf er 1869 nach St. Petersburg zurückkehrte.
Kemenskis Frau Jekaterina, mit der er eine Tochter bekommen hatte, starb früh.
1870 wurde Kamenski wieder für drei Jahre ins Ausland geschickt, worauf er nach Florenz reiste. 1871 emigrierte er mit seiner Tochter in die USA und wurde Bauer in Kansas und 1881 in Florida. Er heiratete wieder und bekam drei weitere Kinder.
Kemenski war weiter künstlerisch tätig. So schuf er eine Ceres-Statue für das State Capitol in Topeka (1890), ein Projekt mit römischen Brunnen für New York City und einen Cupido für Tampa. Bei der World’s Columbian Exposition 1893 in Chicago war Kemenski Kommissionär des russischen Teils. Er schuf riesige Beton-Skulpturen für den russischen Pavillon und wählte persönlich 130 Gemälde und Statuen aus Russland für die Ausstellung aus.
Kamenski lehrte seit 1890 an einer Kunstschule in New York City. Seine letzte Skulptur Mir (Frieden), die er mit besonderen Schwierigkeiten versah, blieb unvollendet.
Der Maler Michail Kamenski (1850–1922) war Kamenskis jüngerer Bruder.

## Werke (Auswahl)

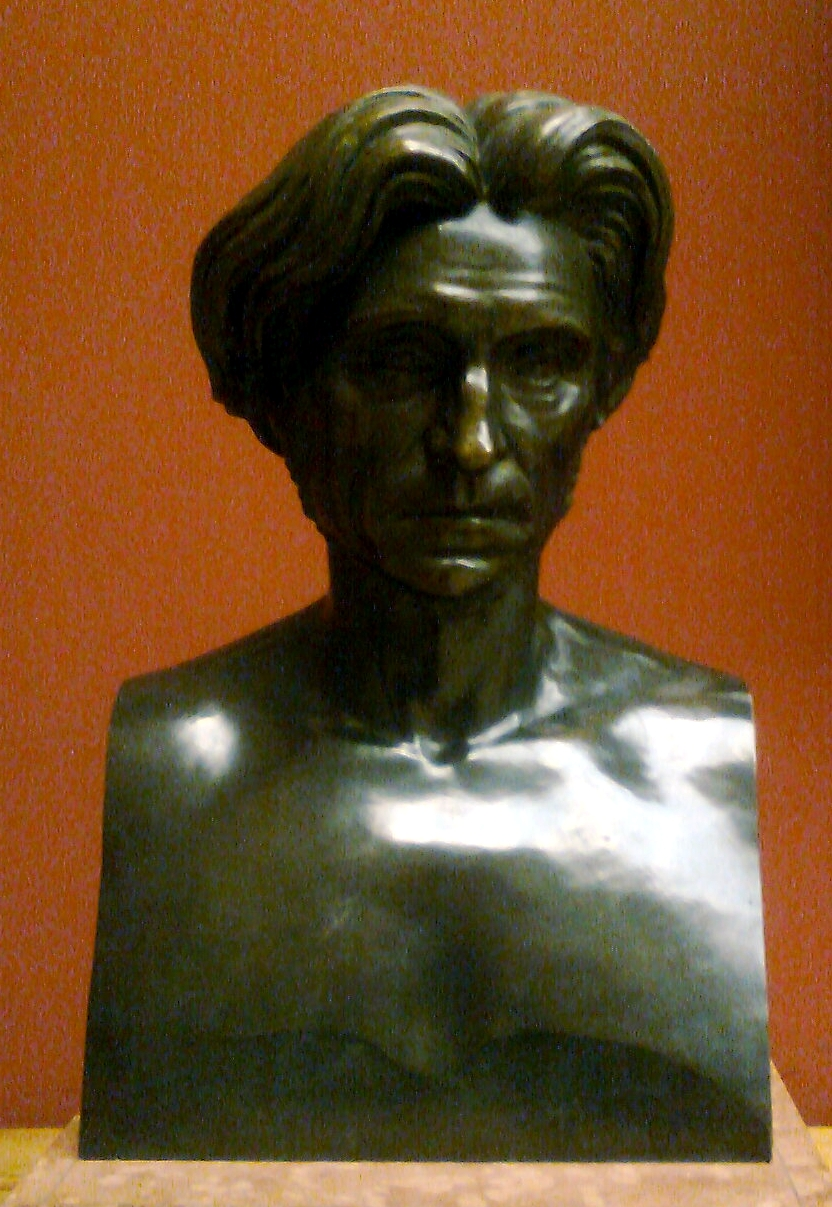
Fidelio Bruni (1863), Russisches Museum
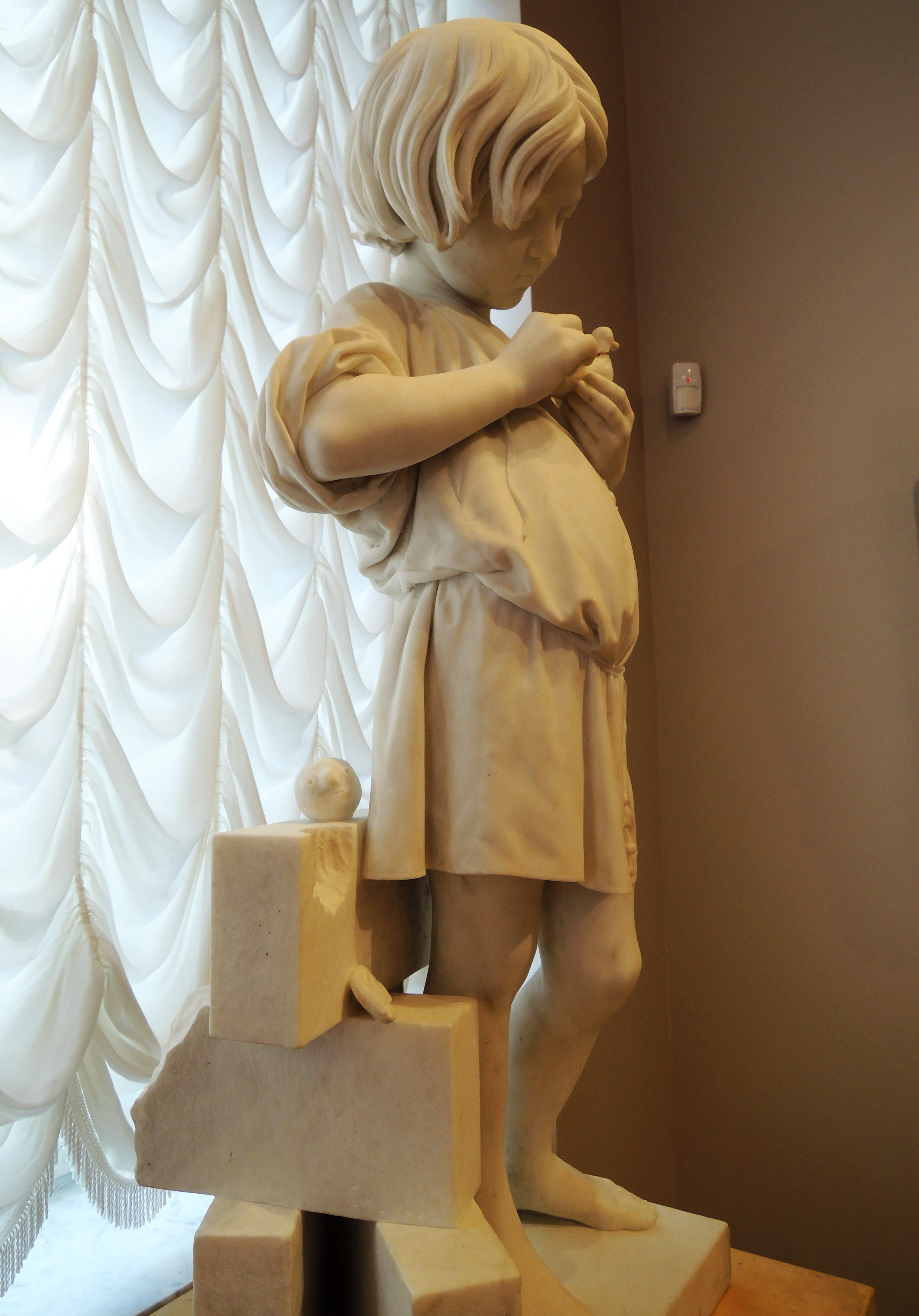
junger Bildhauer (1866),  Russisches Museum
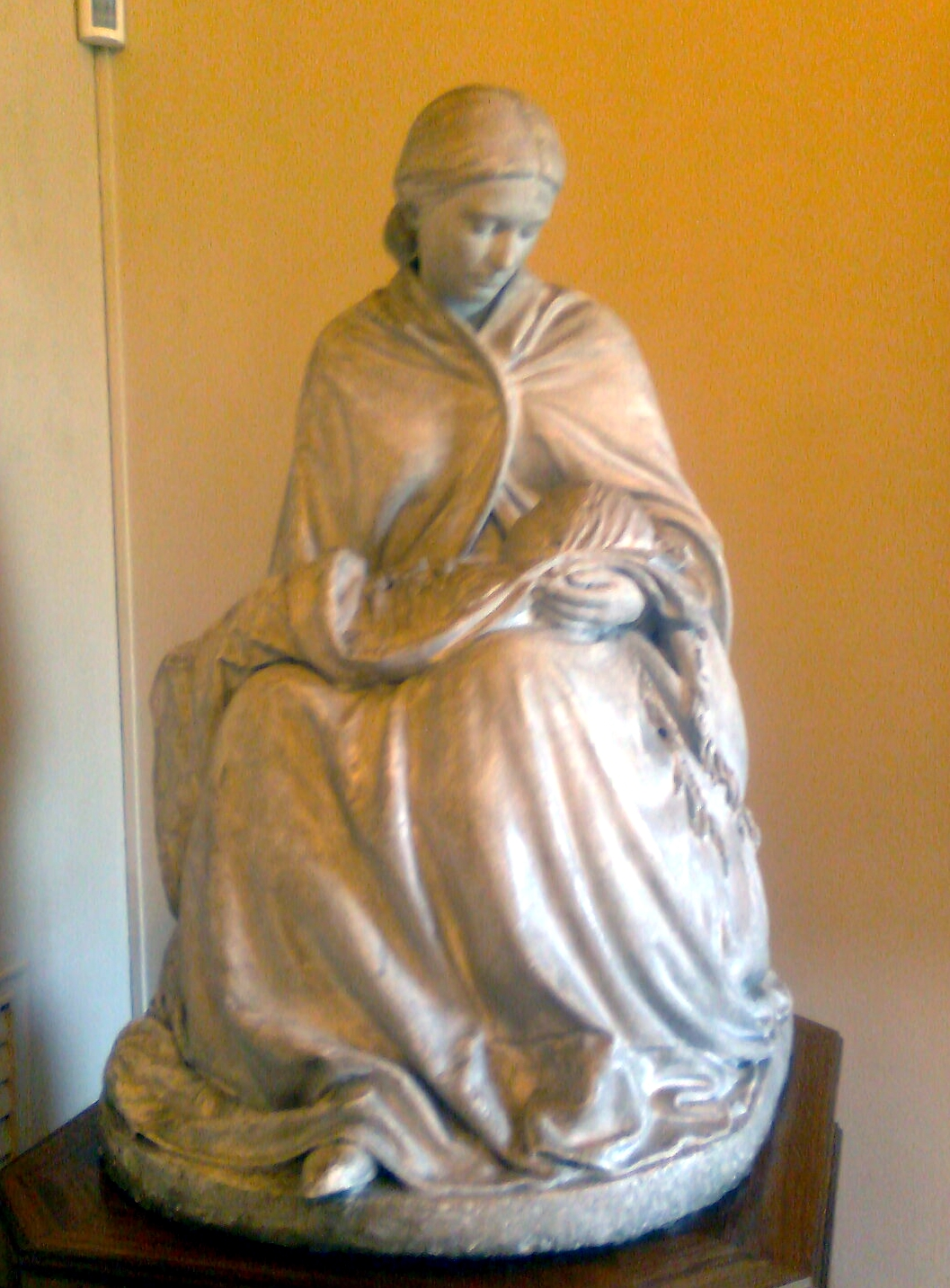
junge Witwe mit ihrem Sohn (1867),  Russisches Museum
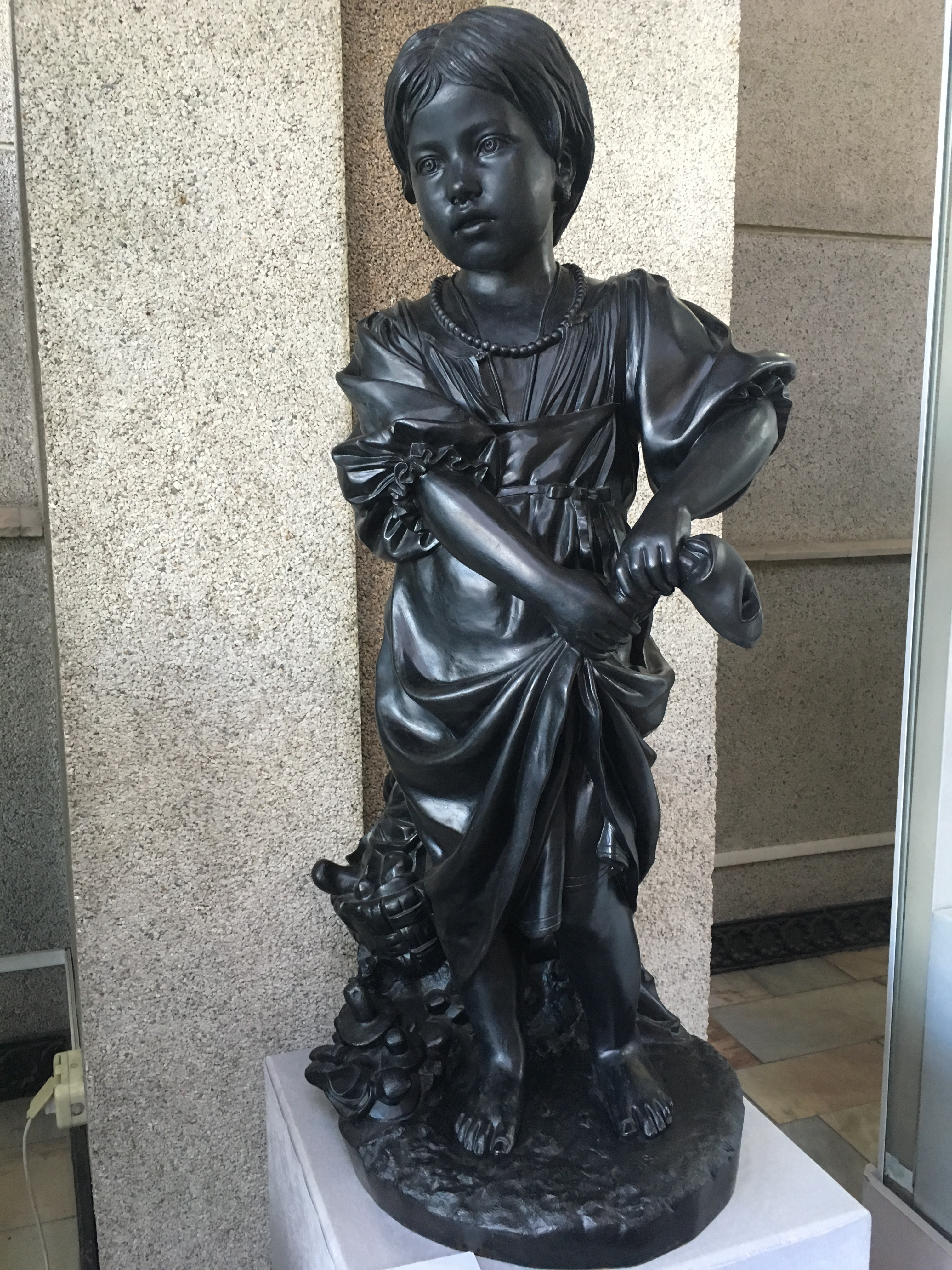
Pilzsammlerin (1871, Gusseisen nach einem Gipsmodell), Kunstmuseum Jekaterinburg
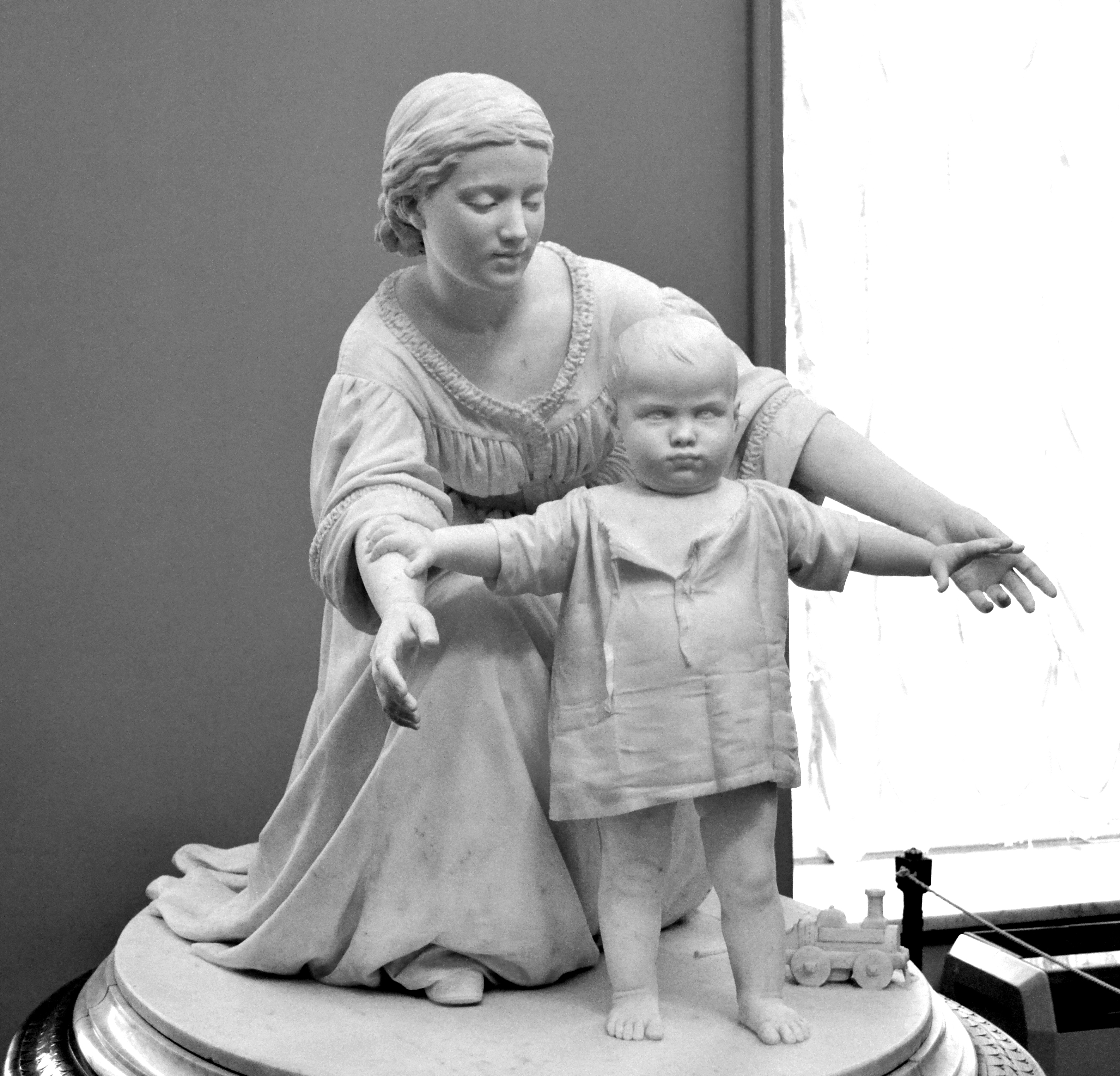
Erster Schritt (1872),  Russisches Museum